# Rhynchostegium laxirete
Rhynchostegium laxirete là một loài rêu trong họ Brachytheciaceae. Loài này được Broth. mô tả khoa học đầu tiên năm 1932.